# Caprie
Caprie – miejscowość i gmina we Włoszech, w regionie Piemont, w prowincji Turyn.
Według danych na rok 2004 gminę zamieszkiwały 1882 osoby, 117,6 os./km².